# La Chablisienne
La Chablisienne est une coopérative viticole située à Chablis, dans le département de l'Yonne, en France.
C'est le principal producteur de vin du département, fournissant plus de 25 % du volume de production de chablis.

## Historique
La première coopérative de producteurs à Chablis date du 1er mai 1923, sous le nom de « Société coopérative La Chablisienne ». Sa création correspond à une période de difficultés économiques, la vente du vin étant difficile pendant l'entre-deux-guerres.
Le 14 août 1928 est créée la SARL « La Cave Chablisienne » ; les deux fusionnent le 23 mars 1947 pour former la « Cave Coopérative La Chablisienne », vendant désormais de moins en moins au négoce.
Depuis 1993, La Chablisienne, les Caves Bailly Lapierre (Yonne), la Cave des Hautes Côtes (Côte-d'Or), la Cave des Vignerons de Buxy (côte chalonnaise) et les Vignerons des Terres Secrètes (Mâconnais) se regroupent pour former le  GIE « Blasons de Bourgogne ». Le but est de faire des économies d'échelle.
En 1999, La Chablisienne achète le Château Grenouilles, qui produit le chablis grand cru du climat Grenouilles en quasi-monopole.

## Vignoble
Les associés ont en production 1 250 hectares de vigne, 
- 11,66 hectares de chablis grand cru (sur six climats) ;
- 97,38 hectares de premiers crus (sur 18 climats) ;
- 766,27 hectares de chablis ;
- 266,45 hectares de petit-chablis ;
- 115,84 hectares d’appellations régionales

.

## Produits

Carte du vignoble de Chablis.

La coopérative propose un peu plus d'une trentaine de cuvées différentes, sans compter ses eaux-de-vie (marc-de-bourgogne et fine-de-bourgogne), dont :
- des chablis grands crus issus du climat des Grenouilles (vignes de 40 ans en moyenne, élevage de 20 mois en cuve et en fûts) :
  - « Château Grenouilles » ;
  - « Le Fief de Grenouilles » ;
- des chablis grands crus issus des autres climats (vignes de 30 ans en moyenne, élevage de 20 mois en cuve et en fûts) :
  - « Les Clos » ;
  - « Blanchot » ;
  - « Bougros » ;
  - « Les Preuses » ;
- des chablis premiers crus (vignes de 25 ans en moyenne, élevage de 12 à 15 mois en cuve et en fûts) :
  - « Montée de Tonnerre » ;
  - « la Singulière » (assemblage de plusieurs climats[4]) ;
  - « Mont de Milieu » ;
  - « Fourchaume » ;
  - « Les Lys » ;
  - « L’Homme Mort » ;
  - « Vaulorent » ;
  - « Montmains » ;
  - « Vaillons » ;
  - « Côte de Léchet » ;
  - « Beauroy » ;
- des chablis :
  - « les vénérables » (30 ans de moyenne, élevage de 14 mois en cuve et en fûts) ;
  - « la Nature » (climat « La Vallée de Chigot » à Fleys, en bio, élevage de 14 mois en foudre) ;
  - « la Sereine » (vignes de 20 ans en moyenne, élevage de 12 mois en cuve) ;
  - « la Pierrelée » (vignes de 20 ans de moyenne, élevage de 6 mois en cuve) ;
  - « le Finage » (vignes de 20 ans de moyenne, élevage en cuve) ;
- des petit-chablis :
  - « pas-si-petit » (vignes de 15 ans en moyenne, élevage de 6 mois en cuve).
- et d'autres appellations bourguignonnes :
  - Saint-bris ;
  - Bourgogne-vézelay ;
  - bourgogne-aligoté ;
  - bourgogne blanc ;
  - bourgogne-épineuil rosé ;
  - irancy.